# Adil Neander

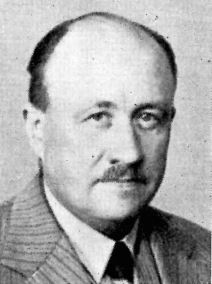
Adil Neander.

Per Herman Adil Neander, född 6 oktober 1888 i Kalmar, död 12 januari 1963, var en svensk läkare.
Neander, som var son till läroverksadjunkten Adil Neander och Maria Kull, blev efter studentexamen i Kalmar 1906 medicine kandidat vid Lunds universitet 1910 och medicine licentiat där 1913. Han var amanuens vid Lunds universitets patologiska institution 1912–1913, på Sabbatsbergs sjukhus ögonavdelning 1913–1915, underläkare på Växjö lasarett 1914–1915, lasarettsläkare i Ängelholm och Kristianstad 1915, andre amanuens på Serafimerlasarettets kirurgiska klinik 1915–1916, t.f. lasarettsläkare i Visby och lasarettsläkare i Ängelholm 1916, amanuens på Serafimerlasarettets kirurgiska poliklinik och lasarettsläkare i Mariestad och Örnsköldsvik 1917, förste amanuens på Serafimerlasarettets kirurgiska klinik samt lasarettsläkare i Sollefteå och Härnösand 1918, underkirurg på Serafimerlasarettet 1919, lasarettsläkare i Haparanda 1919–1926, t.f. lasarettsläkare i Ludvika 1924, i Söderhamn 1925–1927 och lasarettsläkare där 1927–1953.
Neander publicerade Ett fall av medfött högtstående skulderblad (Hygiea, 1918)  Om den operativa behandlingen av blåstumörerna och dess resultat, särskilt med hänsyn till de å Serafimerlasarettets kirurgiska kliniker 1901–1915 intagna (Hygiea, 1918) och Något om radikaloperation av bröstkräfta (Hygiea, 1919). Han företog studieresor till Tyskland, Schweiz och Frankrike 1922 samt Tyskland och Österrike 1931.
Adil Neander är begravd på Norra kyrkogården i Kalmar.